# Wieżyczka gładka
Wieżyczka gładka, wieżycznik gładki (Turritis glabra L.) – gatunek rośliny należący do rodziny kapustowatych. Rośnie dziko w Azji, Europie, Afryce Północnej (Algieria, Maroko) i Ameryce Północnej. W Polsce dość pospolity.

## Morfologia

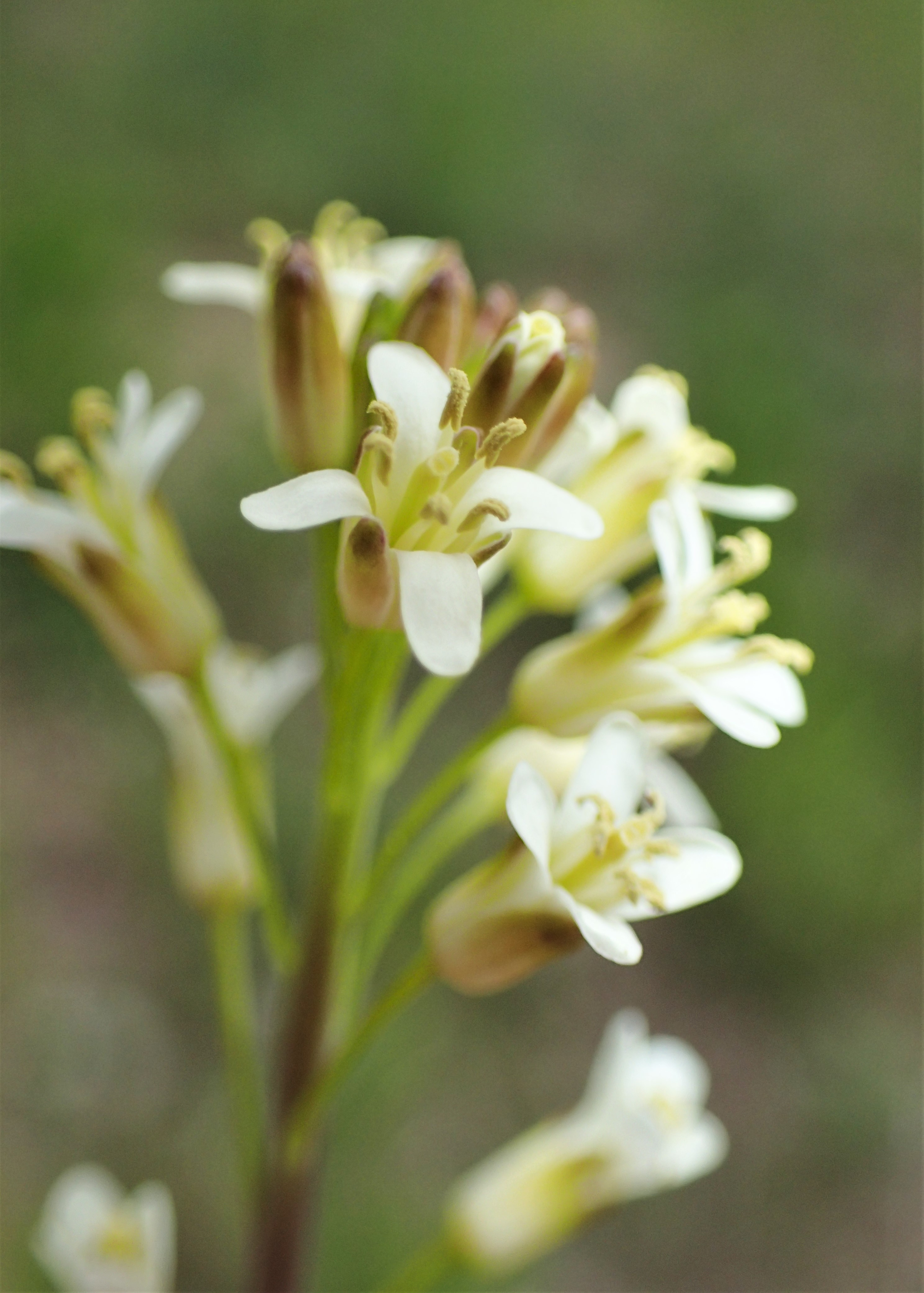
Kwiaty

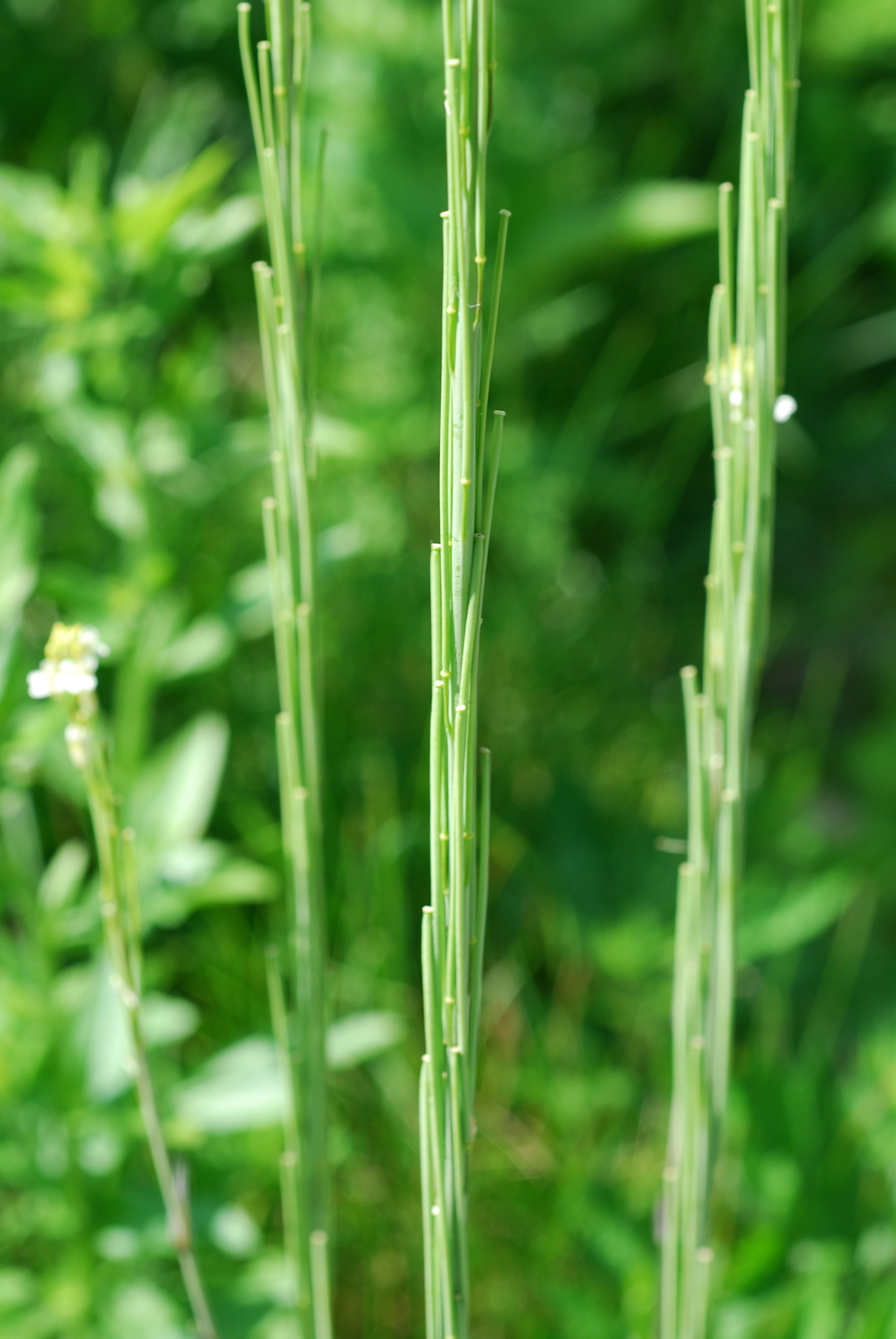
Owoce

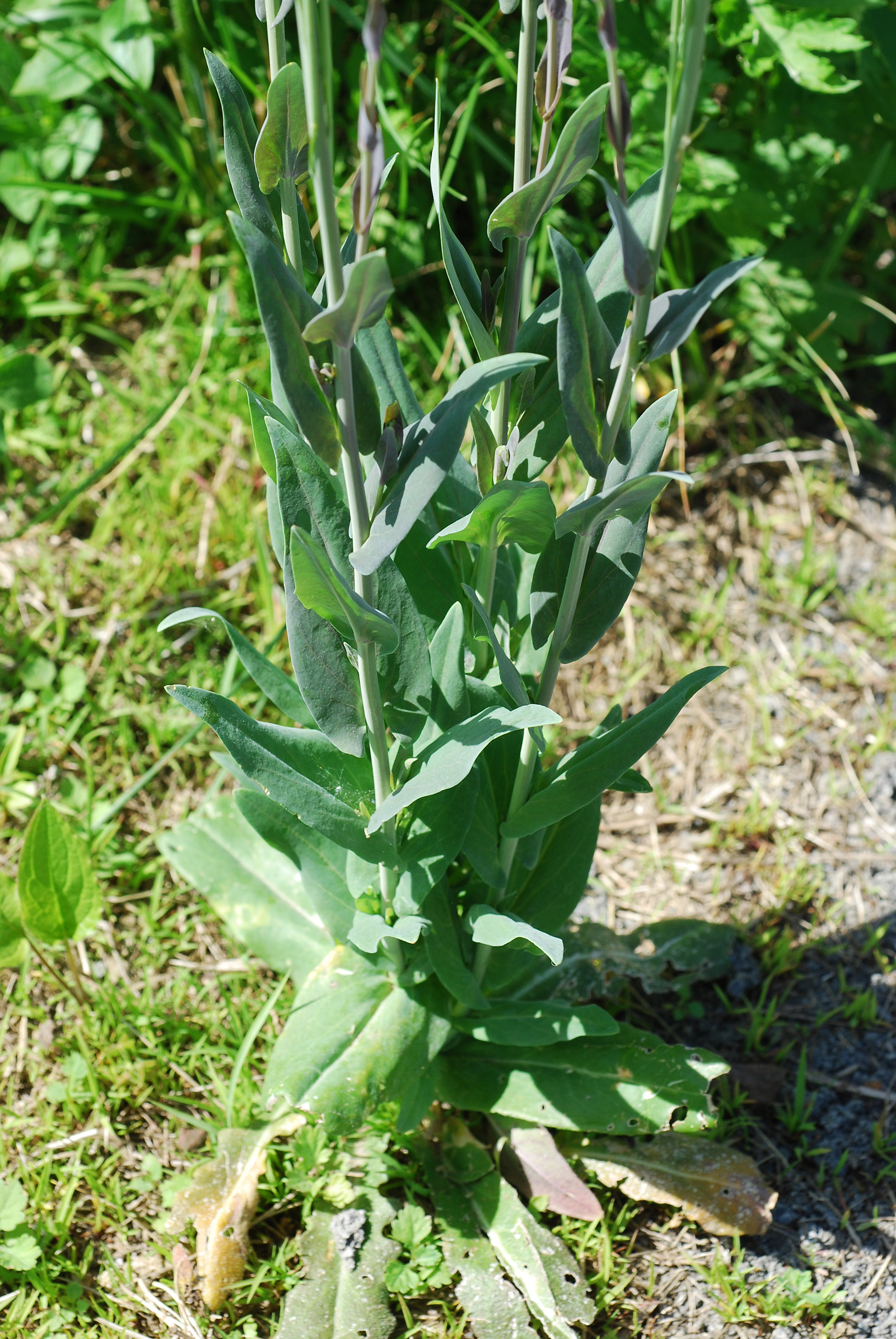
Liście

ŁodygaWzniesiona, siwa, przeważnie naga. Osiąga wysokość zwykle 60–120 cm.
LiścieLiście odziomkowe wąskojajowate, nieregularnie karbowane, zwężające się w ogonek. Liście łodygowe wydłużone, nierównomiernie ząbkowane, na spodniej stronie często fioletowe. Są omszone gwiazdkowatymi włoskami.
KwiatyKwiatostan u dołu ulistniony z żółtawobiałymi kwiatami.
Owoc4-kanciasta łuszczyna przylegająca do osi kwiatostanu. Ma duży, wyraźnie widoczny nerw środkowy i wypukłe klapy. Nasiona dwurzędowe.

## Biologia i ekologia
Roślina dwuletnia lub bylina, hemikryptofit. Kwitnie od kwietnia do maja. Siedlisko: suche zarośla, świetliste lasy, murawy ciepłolubne, mury. Preferuje gleby wapienne.